# Patrick Mouratoglou

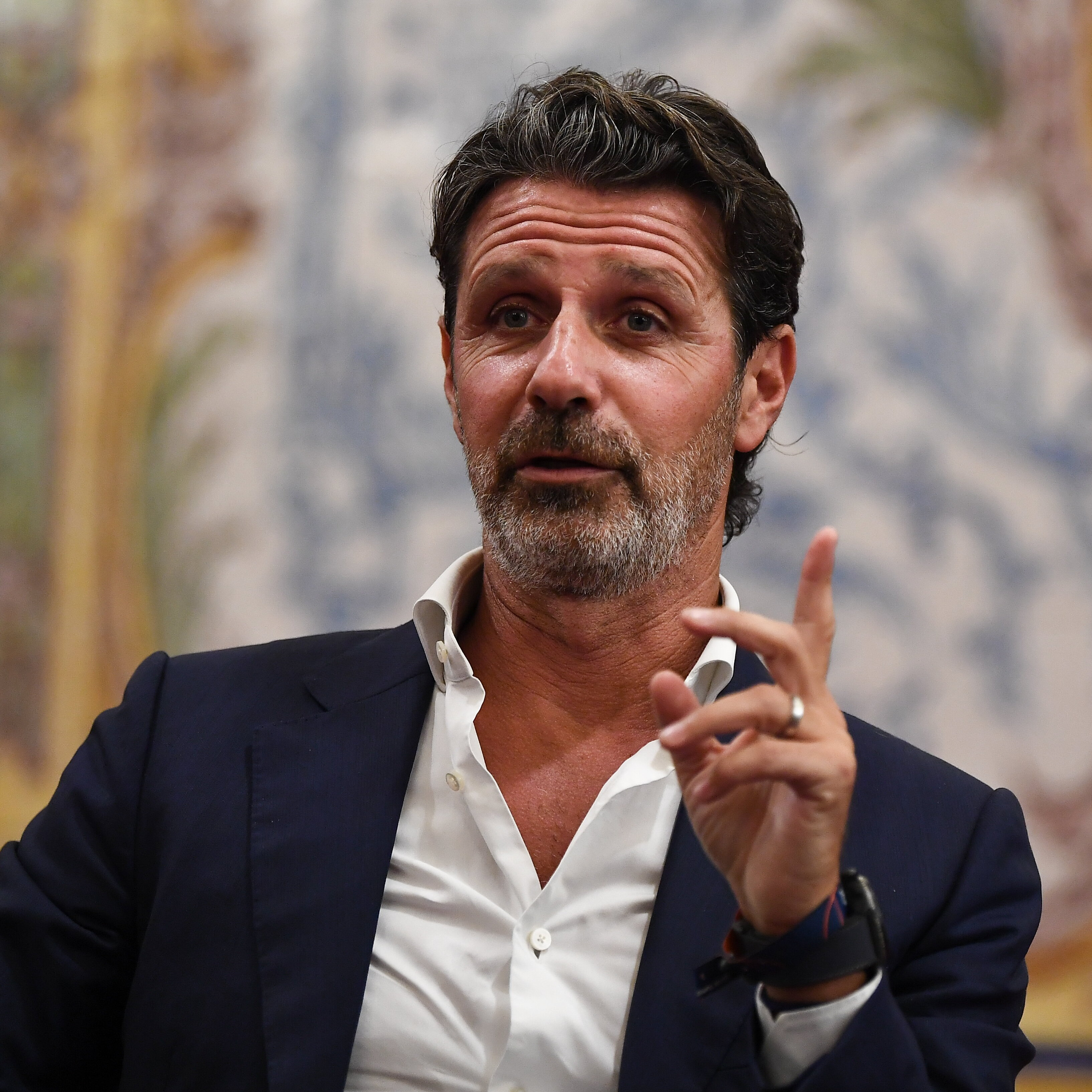
Mouratoglou (2021)

Patrick Mouratoglou (* 8. Juni 1970 in Neuilly-sur-Seine) ist ein französischer Tennistrainer, Unternehmer und Tennis-TV-Experte. Vor allem als Trainer von Serena Williams erlangte er größere Bekanntheit, die unter ihm zehn Grand-Slam-Titel gewann.

## Leben
Mouratoglou wurde in Paris in einer Familie mit griechischen Wurzeln geboren. Schon in seiner Kindheit hatte er den Traum Profi-Tennisspieler zu werden. Mit 15 überredeten ihn seine Eltern, sich lieber auf die Schule zu konzentrieren. Daraufhin fasste er sieben Jahre lang keinen Schläger mehr an. Patrick Mouratoglou sollte die Firma seines Vaters übernehmen, eine der größten Firmen in Frankreich, die erneuerbare Energien herstellte. 1996, mit 26 Jahren, verließ er das Unternehmen und gründete eine Tennisakademie in der Nähe von Paris.

## Trainerkarriere
Neben der Tätigkeit als Trainer in der Akademie betreute er auch Spielerinnen und Spieler auf der Tour. Der erste Spieler, den er kontinuierlich trainierte, war 1999 der 13-jährige Zyprer Marcos Baghdatis, den er zur Nummer 1 der Junioren sowie ins Finale der Australian Open 2006 führte. Von 2007 bis 2009 führte er die Russin Anastassija Pawljutschenkowa von außerhalb der Top 300 bis auf Rang 27. Weitere kurze Zusammenarbeiten zwischen 2009 und 2012 ging er mit Aravane Rezaï, Yanina Wickmayer, Laura Robson, Jérémy Chardy und Grigor Dimitrow ein. Mit den meisten davon gelangen ihm ebenfalls Verbesserungen in der Weltrangliste.
Die mit Abstand erfolgreichste Zeit als Trainer hatte Mouratoglou mit Serena Williams, die er ab Juni 2012 bis zu ihrem Karriereende 2022 trainierte. Bevor er ihr Trainer wurde, hatte die 30-jährige Williams soeben das erste Mal in der ersten Runde eines Grand-Slam-Turniers verloren und seit zwei Jahren keinen Titel bei diesen Turnieren gewonnen. Unter Mouratoglou gewann sie anschließend zehn Grand-Slam-Turniere, drei WTA Tour Championships und 2012 die olympischen Goldmedaillen im Einzel und Doppel. Für dreieinhalb Jahre stand sie zudem an der Spitze der Weltrangliste.
2016 eröffnete Mouratoglou das Mouratoglou Academy & Resort in der Nähe von Nizza, nachdem die alte Anlage zu klein geworden war. Dort entdeckte er das Talent einiger späterer Topspieler wie Coco Gauff und Stefanos Tsitsipas schon im Kindesalter. Von 2018 bis 2021 wurde er Trainer von Tsitsipas, von 2022 bis 2023 betreute er den Dänen Holger Rune. Ab 2022 sollte er die ehemalige Nummer 1 Simona Halep zurück an die Spitze führen, ehe sie eine Doping-Sperre verordnet bekam.

## Weitere Tätigkeiten
Mouratoglou arbeitet für verschiedene Sender wie Eurosport, ESPN und Fox Asia als TV-Experte. 2017 schrieb er seine Autobiografie The Coach. 2020 rief er eine Turnierserie, die Ultimate Tennis Showdown (UTS), ins Leben, bei der mit innovativen und neuen Regeln gespielt wird. Seit 2020 fand das Turnier sechsmal für Herren und einmal für Damen statt. Mit den Mouratoglou Open veranstaltete er 2019 auch ein Herren-Challenger-Turnier.
Seit 2020 expandiert Mouratoglou und eröffnet weltweit neue Tennisakademien. In China, auf Sardinien, in Malaysia, Griechenland und Dubai entstanden oder entstehen weitere Trainingsanlagen unter seiner Marke.

## Bücher
- Patrick Mouratoglou: Educate to win. Hrsg.: Amphora. 2010, ISBN 978-2-85180-741-0 (englisch).
- Patrick Mouratoglou: The Coach. Hrsg.: Wymer UK. 2017, ISBN 978-1-908724-75-5 (englisch).